# Labrisomidae
Labrisomidae är en familj av fiskar. Labrisomidae ingår i ordningen abborrartade fiskar (Perciformes). Enligt Catalogue of Life omfattar familjen Labrisomidae 118 arter.
Arterna förekommer främst i tropiska havsområden i Atlanten och Stilla havet. De äter olika ryggradslösa djur. Familjens medlemmar håller sig vanligen nära klippor eller koraller. Några exemplar gömmer sig bland sjögräs eller svampdjur. Ungarna saknar fjäll och de kan misstolkas som slemfiskar (Blenniidae). Det vetenskapliga namnet är bildat av de grekiska orden labros (ypperligt) och soma (kropp).
Släkten enligt Catalogue of Life:
- Alloclinus
- Auchenionchus
- Calliclinus
- Cottoclinus
- Cryptotrema
- Dialommus
- Exerpes
- Haptoclinus
- Labrisomus
- Malacoctenus
- Nemaclinus
- Paraclinus
- Starksia
- Xenomedea